# ムスペルヘイム
ムスペルヘイム（古ノルド語: Múspellsheimr、ムスペルスヘイム、ムースペッルスヘイム、ムスペルとも）は、北欧神話に登場する、世界の南の果てにある灼熱の国である。
『スノッリのエッダ』第一部『ギュルヴィたぶらかし』第4章によると、ムスペルヘイムにはムスペルと呼ばれる巨人が住み、スルトという巨人が入り口を守っているとされている。世界のはじまりから存在し、あまりの暑さにムスペルヘイムで生まれたもの以外はムスペルヘイムで暮らすことはできないとされている。